# Smrt a státní pohřeb Vladimira Lenina
Dne 21. ledna 1924 v 18:50 místního času zemřel v Gorkách u Moskvy ve věku 53 let po upadnutí do kómatu ruský revolucionář, zakladatel a první vůdce Sovětského svazu Vladimír Iljič Lenin. Oficiální příčinou smrti byla nevyléčitelná choroba cév. Leninovi byl vystrojen státní pohřeb a 27. ledna byl pohřben ve speciálně postaveném mauzoleu. Organizací pohřbu byla pověřena komise Ústředního výboru KSSS.

## Smrt
Dne 26. května 1922 ranila Lenina první mozková mrtvice, jejíž následky podle většiny expertů vedly k jeho smrti na začátku roku 1924 v Gorkách u Moskvy. Podle některých badatelů měl být příčinou jeho smrti syfilis v pokročilém stadiu, tato hypotéza však není nezávisle potvrzena. Někteří historici a badatelé pochybují o tom, že by Lenin vůbec syfilidou trpěl. V pitevní zprávě zmíněna není. Lenin se po utrpěné mrtvici částečně zotavil, ale neustále si stěžoval na nedostatek duševního klidu a jeho psychika byla zřejmě vážně narušena. Přesto nadále zastával (oficiálně i fakticky) vedoucí úlohu ve státě a v bolševické straně, a to až zhruba do prosince 1922, kdy se jeho stav opět zhoršil. Mezi prosincem a březnem roku 1923 sepsal tzv. závěť (Leninův dopis sjezdu), ve které mimo jiné varoval před Stalinem. V březnu jej postihla další mrtvice. Zemřel 21. ledna 1924.

## Pohřeb

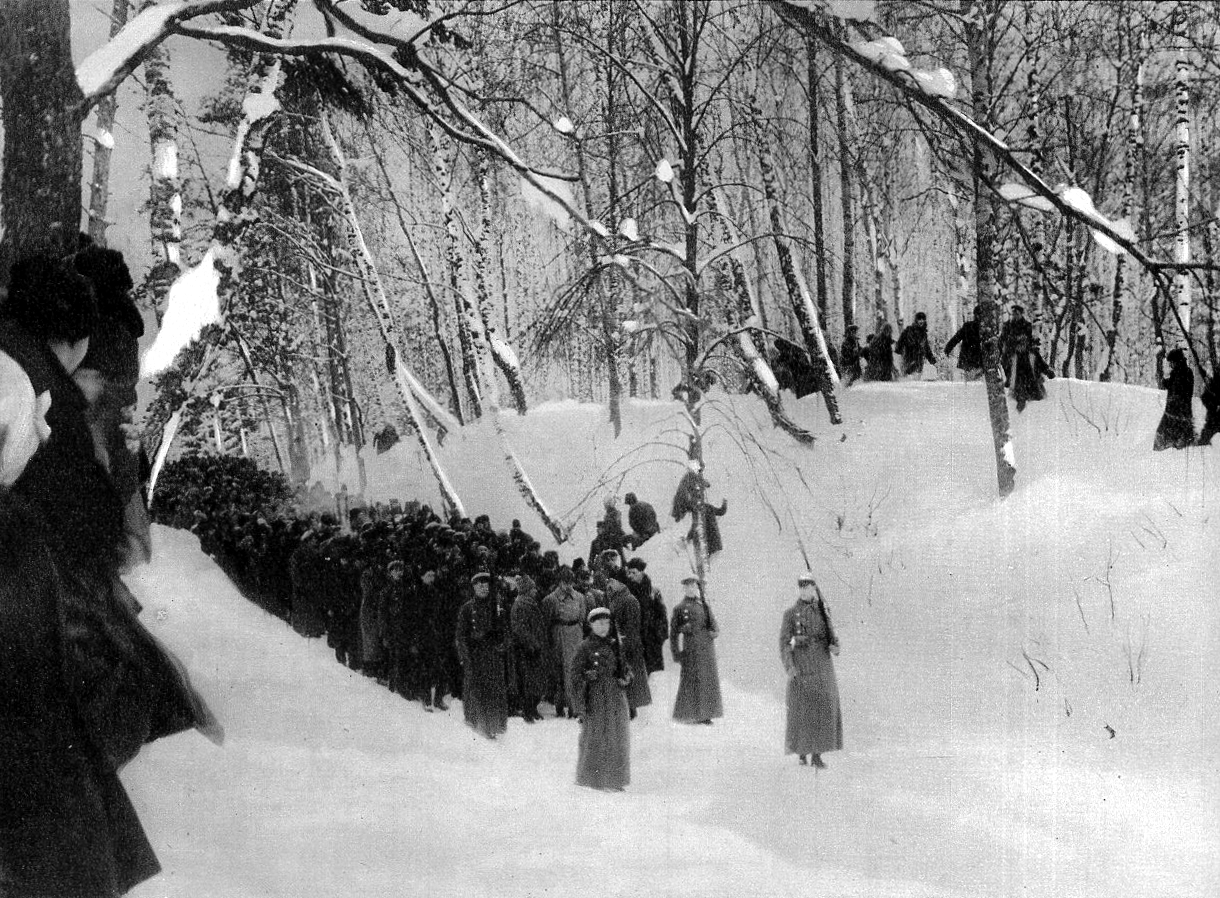
Transport Leninova těla z Gorek do Moskvy

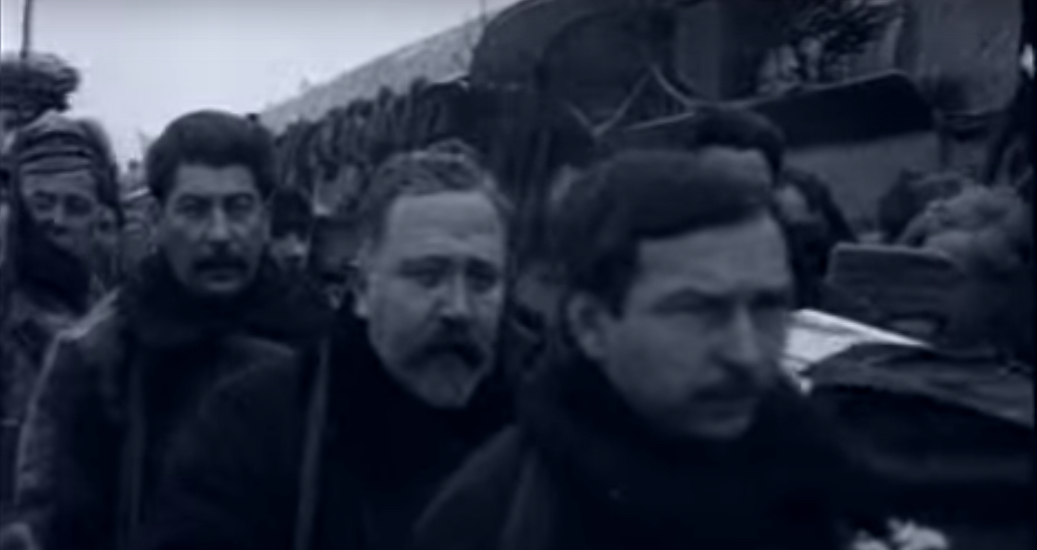
Stalin, Kameněv a Tomský nesou Leninovu rakev

Dne 23. ledna 1924 byla v zavazadlovém voze č. 1691 převezena rakev s tělem Vladimíra Iljiče Lenina do Moskvy. Celou cestu z nástupiště Gerasimovská (nyní Leninská) na Pavelecké nádraží vedla pohřební vlak Leninova oficiální lokomotiva U127 (Lenin byl 8 měsíců před smrtí jmenován jejím hlavním strojvůdcem), kterou obsluhovala lokomotivní četa z moskevského depa. Posádku tvořili strojvedoucí Lučin, pomocník strojvedoucího Gavrušin a topič Podvojskij.
Dne 23. ledna byla rakev s Leninovým tělem převezena vlakem z Gorek do Moskvy a vystavena ve Sloupové síni v Domě odborů, kde zůstala tři dny. Dne 27. ledna bylo Leninovo tělo za doprovodu vojenské hudby dopraveno na Rudé náměstí. Tam shromážděné davy vyslechly řadu projevů, které pronesli Michail Kalinin, Grigorij Zinovjev a Josif Stalin. Neúčastnil se však Lev Trockij, který se zotavoval na Kavkaze a později tvrdil, že mu Stalin sdělil špatné datum pohřbu. Poté bylo tělo uloženo do hrobky provizorního dřevěného mauzolea (které mělo být brzy nahrazeno dnešním Leninovým mauzoleem) u Kremelské zdi a navzdory mrazivým teplotám se pohřbu zúčastnily desetitisíce lidí.

## Mauzoleum
Navzdory protestům Naděždy Krupské, Leninovy vdovy, bylo Leninovo tělo nabalzamováno, aby bylo uchováno pro dlouhodobé veřejné vystavení v mauzoleu na Rudém náměstí. Při balzamování byl Leninovi vyjmut mozek; v roce 1925 byl zřízen ústav pro jeho pitvu, která odhalila, že Lenin trpěl těžkou sklerózou.
Od roku 1924 do roku 2007 se do mauzolea přišlo podívat prý 120 milionů lidí. V roce 1953 ho v mauzoleu doplnilo tělo jeho nástupce Josefa Stalina. Ten byl však po necelých osmi letech v průběhu destalinizace odstraněn a pohřben za zdmi Kremlu. Po rozpadu Sovětského svazu se ve společnosti otevřela diskuse o pohřbení těla. Po ústavní krizi v roce 1993 byla odstraněna čestná stráž u mauzolea.
V roce 2018 ruský poslanec Vladimir Petrov navrhl, aby Leninovo tělo bylo pohřbeno v roce 2024, kdy uplyne 100 let od jeho smrti, protože uložení těla v mauzoleu stojí stát příliš mnoho peněz, a navrhl, aby bylo nahrazeno voskovým nebo gumovým modelem.